# آب‌باریک (کوه)
آب‌باریک کوهی در ۱۸ کیلومتری جنوب غربی فیروزکوه واقع در شهرستان فیروزکوه در استان تهران می‌باشد. ارتفاع این کوه ۳۰۵۰ متر است. کوه آب‌باریک در شمال روستای امین آباد واقع شده است. روستای سلمان در دامنه شمالی این کوه می‌باشد.